# اختبار رفع الساق باستقامة
 رفع الساق باستقامة ويسمى أيضًا علامة لاسيغ، اختبار لاسيغ أو علامة ازاريفيتش، هي تجربة تمت خلال الفحص البدني لتحديد ما إذا كان المريض الذي يعاني من آلام أسفل الظهر لديه انزلاق غضروفي,وغالبًا ما يقع في الفقرة الخامسة للحبل الشوكي.

## تقنية
عندما يستلقي المريض على ظهره على طاولة الفحص أو أرضية الاختبار، يرفع الفاحص ساق المريض على التوالي بينما تكون الركبة مستوية .
التغير هو رفع الساق بينما المريض في وضعية الجلوس، وذلك يقلل من حساسية الفحص.
من أجل جعل هذا الاختبار أكثر دقة، يمكن للكاحل ان يكون منحنيا والعمود الفقري مرنا ليزيد من تمدد جذر العصب والجافية.

## تفسير
إذا كان المريض يعاني من ألم الوركين عند استقامة الساق في زاوية ما بين 30 و 70 درجة، فإصابته بالمرض مؤكدة ومن المرجح أن يكون سبب الألم انزلاق غضروفي.
وأفاد التحليل التلوي الدقة كالآتي:
- حساسية 91٪
- خصوصية 26٪

إذا رفعت الساق المقابلة يسبب الألم :
- حساسية 29٪
- خصوصية 88٪

## علامة لاسيغ
سميت علامة لاسيغ بعد تشارلز لاسيغ (1816-1883). وفي عام 1864 وصف لاسيغ علامات الإصابة بآلام أسفل الظهر عند استقامة الركبة بينما يتم رفع الساق. وفي عام 1880 وصف الطبيب الصربي لازا ازارافيتش على التوالي اختبار رفع الساق على التوالي كما يتم استخدامه اليوم، ولذلك غالبا ما تسمى العلامة بعلامة ازارافيتش في صربيا وبعض البلدان الأخرى.